# 世紀の和解SHOW
『世紀の和解SHOW』（せいきのわかいショー）とは日本テレビで2011年8月7日（6日深夜）から同年9月25日（24日深夜）まで日曜日（土曜日深夜）0:50 - 1:20に放送されたバラエティ番組。レギュラー版の正式タイトルは『ブラマヨの世紀の和解SHOW』。

## 概要
過去にいざこざを起こした2組のタレントの言い分を聞き出し、和解させ屋が和解に導く。
2011年5月21日放送の『サタデーバリューフィーバー』ではパイロット版が放送された。
2011年9月19日にはゴールデンタイムで2時間スペシャルが放送された。

## 出演者

### 司会
- ブラックマヨネーズ（小杉竜一・吉田敬）

### 和解させ屋
- 野村克也

### ゲスト
| 回数 | 放送日        | 被害者                             | 加害者                     |
| ---- | ------------- | ---------------------------------- | -------------------------- |
| SP1  | 2011年5月21日 | オードリー                         | 岡本夏生                   |
| SP1  | 2011年5月21日 | パンクブーブー                     | フットボールアワー         |
| SP1  | 2011年5月21日 | 布川敏和                           | 諸星和己                   |
| 1    | 2011年8月7日  | 三又又三                           | 有吉弘行                   |
| 2    | 2011年8月14日 | にしおかすみこ                     | 杉山裕之（我が家）         |
| 3    | 2011年8月30日 | 多賀久徳（担当マネージャー）       | はるな愛                   |
| 4    | 2011年9月4日  | 吉澤綾子（担当マネージャー）       | 小島よしお                 |
| 4    | 2011年9月4日  | 赤プル                             | 松丘慎吾（くらげライダー） |
| 5    | 2011年9月11日 | Yさん（元彼女・一般人）            | ボン溝黒（カナリア）       |
| 6    | 2011年9月18日 | ユージ                             | 中野裕太                   |
| SP2  | 2011年9月19日 | 狩野英孝                           | いとうあさこ               |
| SP2  | 2011年9月19日 | 道端アンジェリカ                   | 武田修宏                   |
| SP2  | 2011年9月19日 | 大内栄和（かつてのバイト先の板長） | 金田哲（はんにゃ）         |
| SP2  | 2011年9月19日 | 尾木直樹                           | 杉村太蔵                   |
| SP2  | 2011年9月19日 | 川島章良（はんにゃ）               | 渡辺直美                   |
| SP2  | 2011年9月19日 | 朝光介（かつてのバイト先の後輩）   | 綾部祐二（ピース）         |
| 7    | 2011年9月25日 | 兄・たくや（ザ・たっち）           | 弟・かずや（ザ・たっち）   |

## スタッフ
- 企画・演出：徳永清孝
- ナレーター：垂木勉
- 構成：堀江利幸、アリエシュンスケ、竹村武司
- TM：古川誠一
- SW：小林宏義
- カメラ：望月達史
- VE：佐久間治雄
- 音声：白水英国
- 照明：井口弘一郎
- EED：稲垣浩二
- MA：東口智大
- 音効：今野直秀
- 美術：大川明子
- デザイン：栗原純二
- モニター：ミジェット
- 大道具：赤木直樹
- 電飾：近藤喜大
- 技術協力：NiTRO、オムニバスジャパン
- 美術協力：日テレアート
- CG：キャニットG
- イラスト：榎本よしたか
- リサーチ：フォーミュレーション、リベラス
- 編成：吉無田剛
- 広報：松榮大
- デスク：小原麻実
- TK：山岸由佳
- AP：伊藤真和、原田里美
- ディレクター：前川善郎、小早川憲一、倉田敬之、川口信洋
- プロデューサー：伊東修、上原敏明、羽村直子、松島美由紀
- チーフプロデューサー：藤井淳
- 制作協力：ZION
- 製作著作：日本テレビ